# Parque Corgo
O Parque Corgo, também conhecido como Parque do Rio Corgo, é um parque urbano existente na cidade de Vila Real. O Parque Corgo é, desde a sua inauguração em 2005, uma das "Jóias da Coroa" da cidade de Vila Real e abrange as duas margens do rio que lhe dá nome (Rio Corgo). Construído ao abrigo do programa de requalificação ambiental Polis e com cerca de 33 hectares, é a maior zona verde da cidade, cujo planeamento e gestão é da responsabilidade da Câmara Municipal de Vila Real, à qual compete zelar pela sua preservação e conservação. Todo este espaço, de profunda comunhão com a natureza e fuga da vida citadina, convida à prática desportiva e ao desenvolvimento de hábitos de vida saudáveis. Esta área verde da cidade assume um papel primordial na vida dos vila-realenses, havendo uma notória ligação criada entre estes, o rio e todo o ambiente do parque, sendo muito procurado por pessoas que ali correm, caminham ou descansam. 

## Localização e história
O Parque do Corgo localiza-se ao longo de ambas as margens do Rio Corgo desde a Ponte da Timpeira até ao Bairro dos Ferreiros, próximo da Ponte Metálica e Ponte de Santa Margarida. O projeto para a construção de 6 km de caminhos pedonais, diversas zonas de estadia, 7 pontes pedonais, 3 edifícios destinados a restauração, atividades culturais e apoio a outras atividades foi efetuado entre 2002 e 2004 e a obra ocorreu em 2005, com um valor estimado de 2.000.000 €.

## Equipamentos e infraestrutura

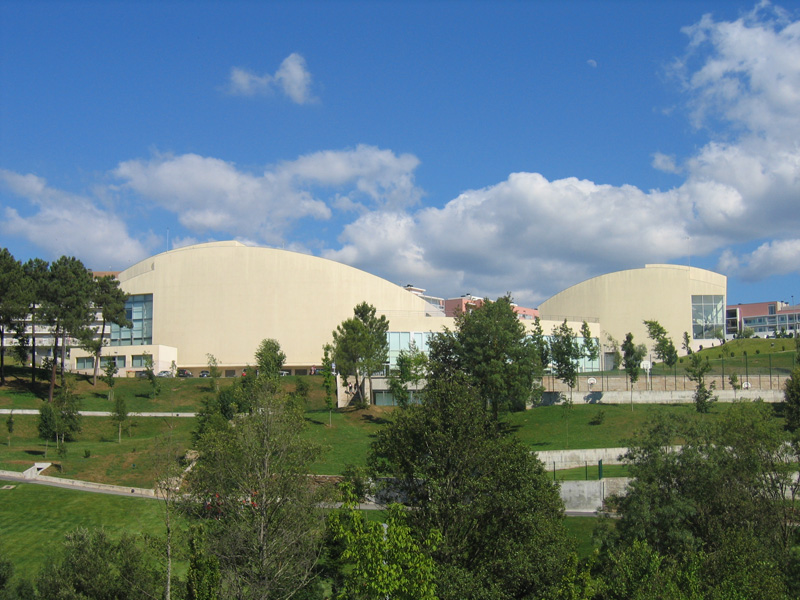
Teatro de Vila Real, localizado junto ao Parque Corgo.

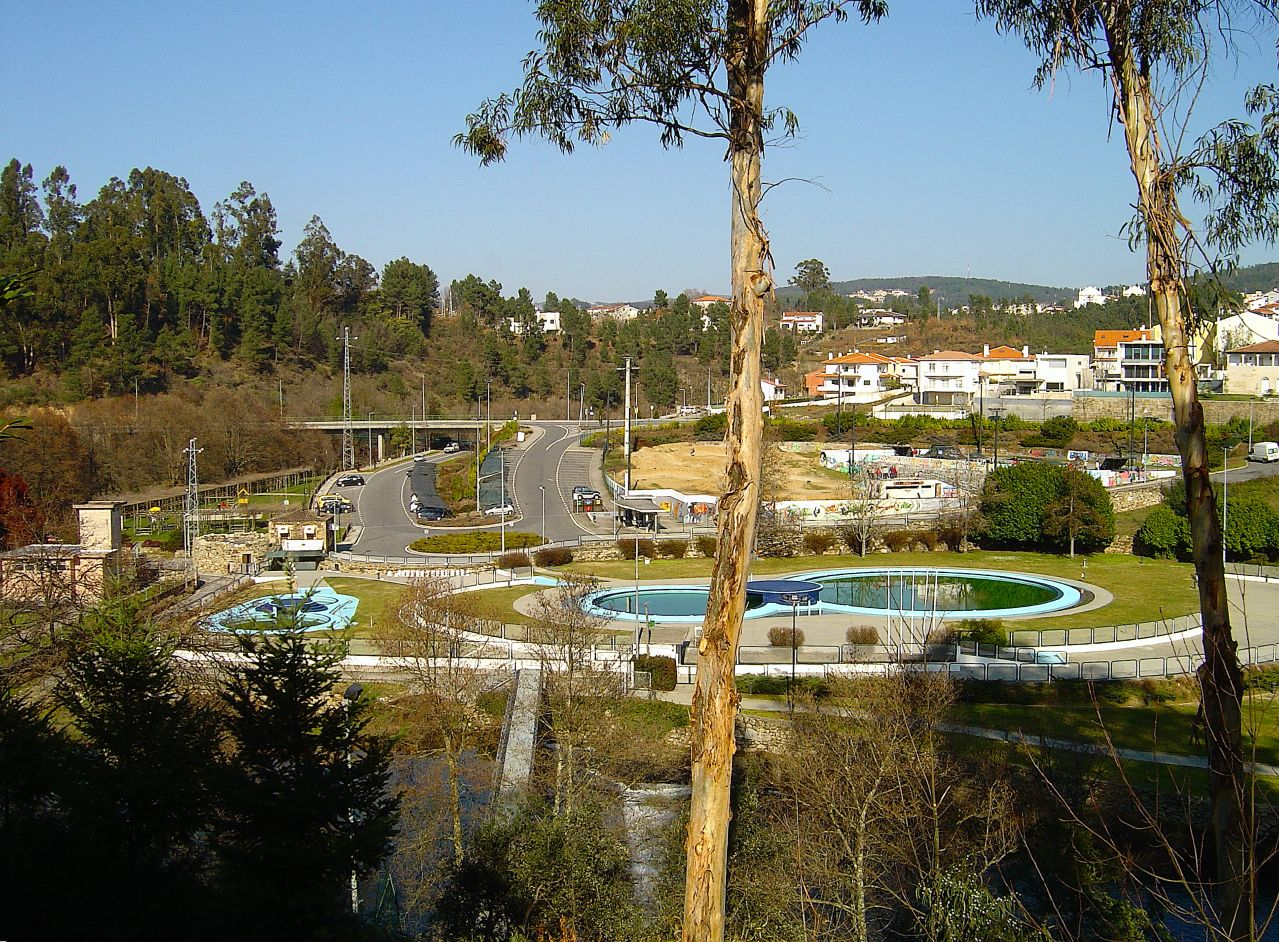
Complexo Recreativo de Codessais, visto do Parque de Campismo.

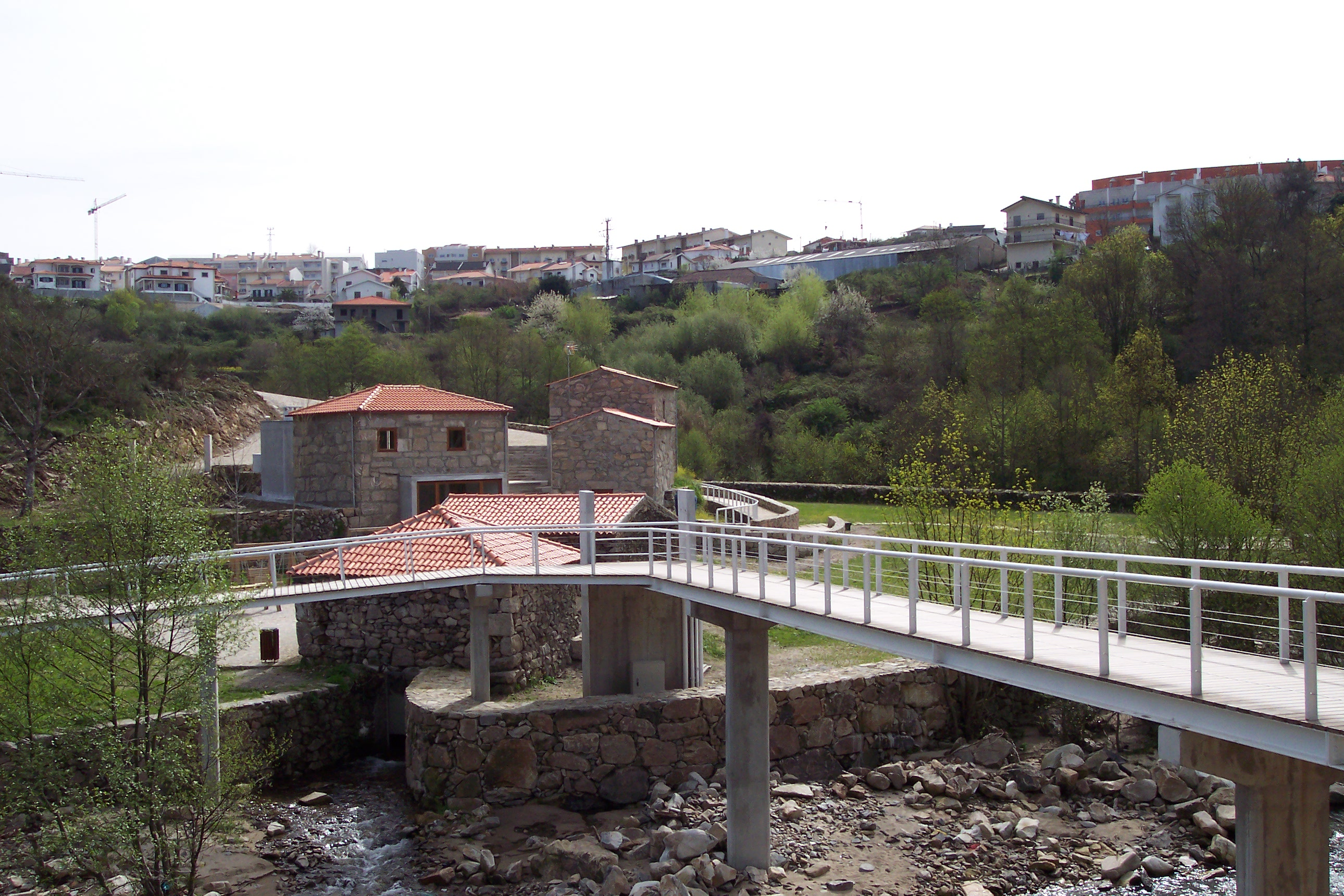
Antigos Moinhos do Rio Corgo.

Ao longo das margens do rio podemos encontrar vários serviços e equipamentos culturais e científicos, como:
- Teatro Municipal de Vila Real
- Centro de Ciência de Vila Real
- Agência de Ecologia Urbana
- Antigos Moinhos do Rio Corgo

Na Agência de Ecologia Urbana está patente ao público uma exposição virtual também sobre o Parque Corgo que mostra a origem do rio, que nasce em Vila Pouca de Aguiar e é um afluente do Rio Douro, a sua evolução geomorfológica e biológica e a sua ligação à história da cidade de Vila Real, desde as lavadeiras à central hidroeléctrica do Biel, a primeira de serviço público do país e que alimentou a rede local de distribuição de electricidade até 1926. É um espaço aberto a toda a comunidade, local de encontro de diversas instituições para o debate de projectos ambientais, albergue de exposições e eventos, onde estão instalados os serviços responsáveis pela dinamização do Programa da Biodiversidade.
O Parque Corgo inclui também equipamentos desportivos e de lazer:
- Complexo Recreativo de Codessais, que inclui: Piscinas Municipais, Praia Fluvial, Campo de Tribol de Praia (voleibol, futebol e andebol), Campo de Ténis, Skatepark, Parque Radical, Parque de Merendas de Codessais (equipado com grelhadores e mesas) e Parque Infantil de Codessais
- Parque de Campismo de Vila Real
- Centro de Marcha e Corrida
- Circuito de Manutenção
- Polidesportivo do Teatro
- Parque Infantil do Teatro
- Hortas Urbanas Comunitárias
- Cafés e casas de chá

O Parque Corgo está ainda ligado ao Parque Florestal, criado nos anos 60, que constitui um verdadeiro pulmão da cidade com cerca de 38 mil metros quadrados, e incorpora vários equipamentos como o Polidesportivo do Parque Florestal e um circuito de manutenção, que convida à prática de hábitos de vida saudáveis, e ainda alguns organismos públicos como a Direcção Geral das Florestas do Norte, a Direção Regional de Agricultura e Pescas do Norte (DRAPN) e o Serviço de Proteção da Natureza e do Ambiente (SEPNA) da Guarda Nacional Republicana. Inclui ainda o Agrupamento de Escuteiros nº 212 de S. Pedro e o Rocódromo de Vila Real - Escalada Dificuldade e Bloco, gerido pelo Grupo de Montanhismo de Vila Real.

## Eventos e festivais

### Valorização Ecológica do Corgo
A Câmara Municipal de Vila Real lançou em 2016 o projecto “Valorização Ecológica do Corgo”, num investimento de cerca de 280.000 €, financiados em 85% pelo Programa Operacional Regional do Norte (Norte 2020) que teve como objectivo potenciar o parque sob a perspectiva da conservação, a nível da flora e fauna, e desenvolver outras actividades para atrair mais públicos para este espaço. O projeto inclui um roteiro e uma aplicação móvel (disponível em português, inglês e espanhol) sobre o Parque Corgo, que revelam a fauna e a flora e guiam os visitantes pelas obras de arte espalhadas por esta zona. Incluem ainda a identificação de todas as peças desenvolvidas no âmbito do projecto “Arte no Parque”, que desafiou writers e ilustradores a desenharem murais, a criarem serigrafias ou instalações com o objectivo de promover a biodiversidade deste território, juntando diversos artistas como Draw, Contra, Mots, Fedor, Third, The Caver, Bafo de Peixe, Hate, Neku, Pereira de Sousa, Eduardo Porto, Fátima Bravo e Daniel Souto. Os artistas criaram peças e desenharam murais em que transmitem a sua visão sobre as espécies que habitam o território, como o lobo-ibérico, a borboleta-azul, a salamandra, a águia, o sapo, o morcego ou a raposa.

### Festival Rock Nordeste
O Rock Nordeste é um festival de música portuguesa que se realiza anualmente desde 2014 na margem esquerda do Rio Corgo e no Auditório Exterior do Teatro de Vila Real no mês de junho. O festival é direcionado para toda a gente, sendo a entrada livre, e é marcado não só pela programação, que oferece dois dias repletos da melhor música que se faz em Portugal, como pelo público e ainda pela envolvência do espaço verde do Parque Corgo. O festival Rock Nordeste é promovido pela Câmara Municipal de Vila Real e contou com a programação da promotora Covilhete na Mão (2014-2018) e Rock With Benefits e Produção Rd Systems (2019). O festival já contou com nomes como Frankie Chavez, The Black Mamba, The Legendary Tigerman, Linda Martini, Orelha Negra, Branko, Noiserv, B Fachada, Capicua, Slow J, Mão Morta, Samuel Úria, Beatbombers, Throes + The Shine, Moullinex, entre outros.

### Torneio Tribol de Praia
O Torneiro Tribol de Praia Cidade de Vila Real é um evento organizado pela Associação de Andebol de Vila Real, Junta de Freguesia de Vila Real e Município de Vila Real. Consiste num torneio Tribol, que junta 16 equipas de todo o país nas modalidades de Andebol, Voleibol e Futebol, a Triparty e muitas outras atividades paralelas, como aulas de academia promovidas por ginásios e academias de Vila Real, sendo uma referência pela sua qualidade e por se reinventar a cada ano que passa. Inclui ainda o Tribol Kids, iniciativa que pretende passar a marca Tribol para as novas gerações e conta com a participação de cerca de 200 crianças, dos campos de férias do Município de Vila Real e da Casa do Brincar, que têm a oportunidade de experienciar um mini tribol. Destaca-se ainda a realização do concurso de fotografia Tribol Photo Contest, através do qual se premeia o melhor “olhar” sobre o torneio e a sua envolvente e a vertente solidária da organização, que apoia as duas corporações de bombeiros do concelho (Bombeiros Voluntários da Cruz Verde e Bombeiros Voluntários da Cruz Branca) e a Cruz Vermelha Portuguesa, Delegação de Vila Real.

### PortHop (2024) hip-hop festival
Coming soon...

## Projetos futuros

### Expansão para Sul
Com um valor total de 480.000 euros e um prazo de execução previsto de 240 dias, esta empreitada inclui, entre outros, a recuperação de percursos antigos, a colocação de pontes metálicas e de passadiços em madeira em algumas zonas, o que possibilitará o usufruto de uma das zonas mais escarpadas do Rio Corgo. No total serão construídos 550 metros de passadiços em escarpa cobrindo, aproximadamente, uma área de 7 km. Os percursos permitirão ligar as duas margens da cidade de Vila Real a sul da Ponte Metálica, término atual do Parque Corgo, através de um espaço verde urbano de eleição, prolongando assim o parque, e ligar o centro da cidade ao maior jardim botânico ibérico, o Eco Campus da UTAD. Permitirão ainda usufruir da beleza natural e da biodiversidade que caracterizam aquela zona da cidade. O futuro espaço museológico da Central do Biel, reconhecida como uma das primeiras centrais elétricas a abastecer a rede pública no país, será um dos grandes beneficiados com esta intervenção que prevê a recuperação dos trilhos de acesso à central tornando-a num ponto de passagem obrigatória. Estes percursos naturais serão mais um fator de atratividade no segmento do turismo de natureza atraindo a Vila Real, que já tem consolidado o estatuto de destino da biodiversidade, um número significativo de visitantes.

## Galeria de imagens

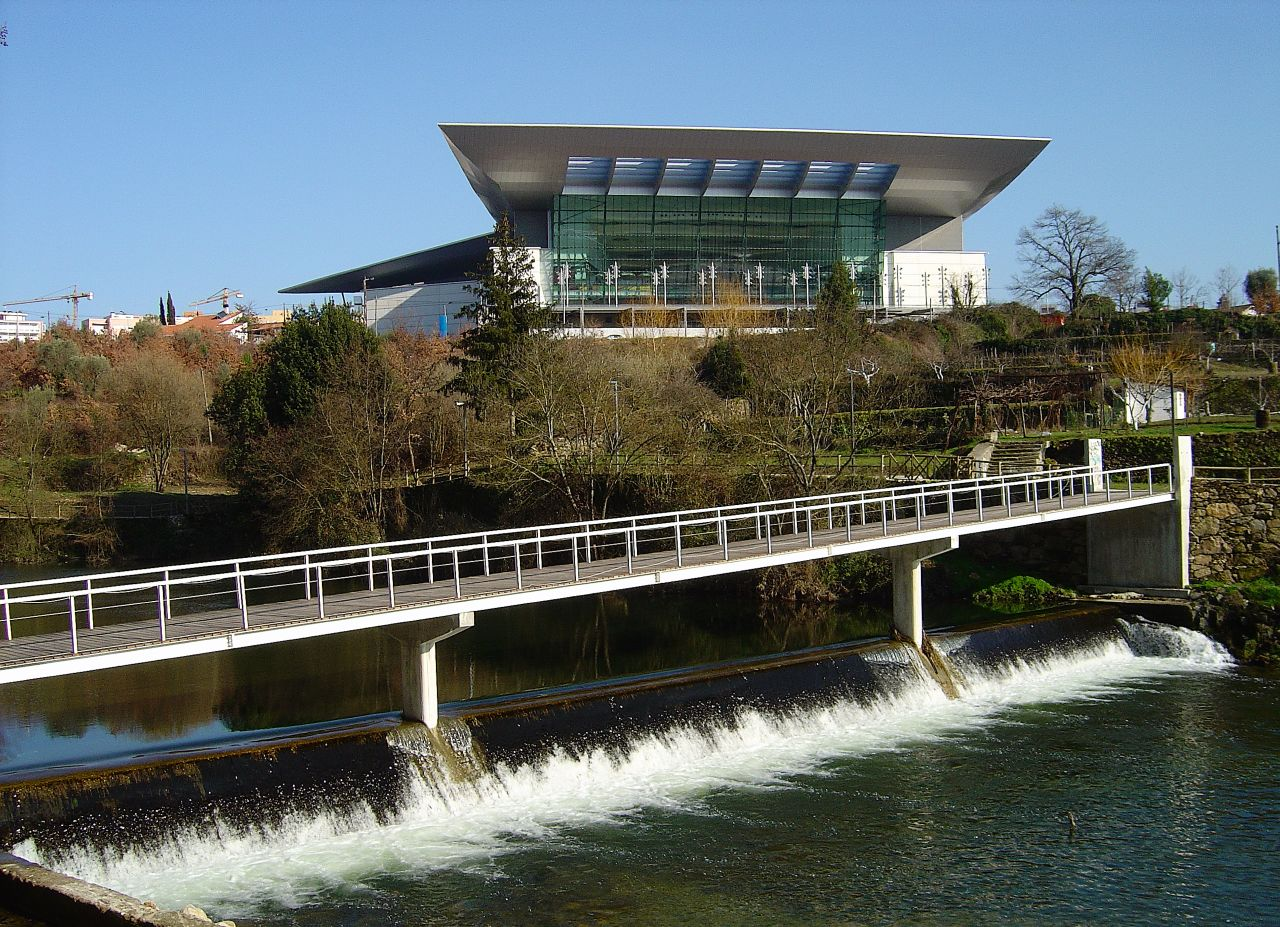
Junto ao Centro Comercial Nosso Shopping.
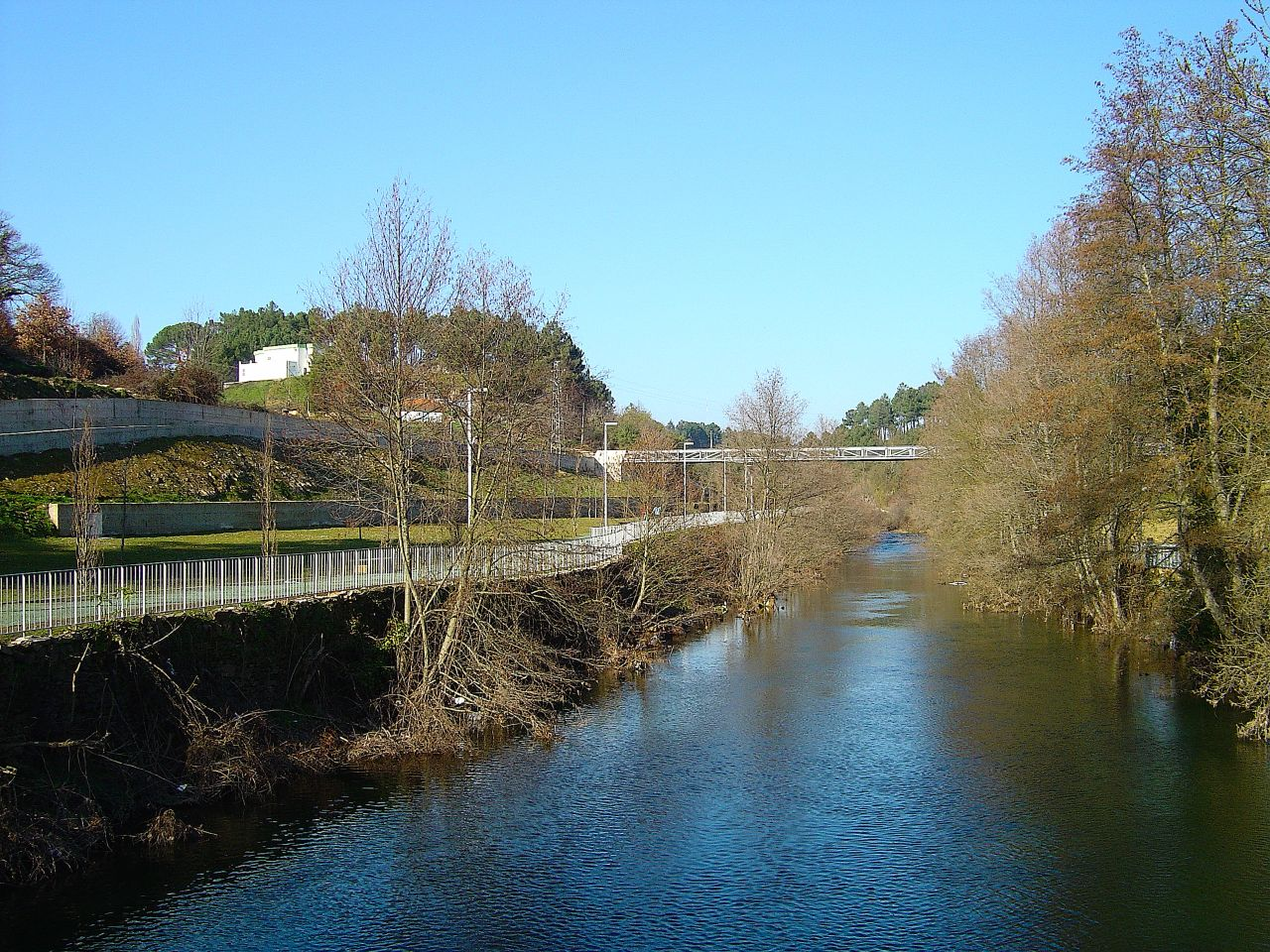
Junto ao Centro de Ciência de Vila Real.
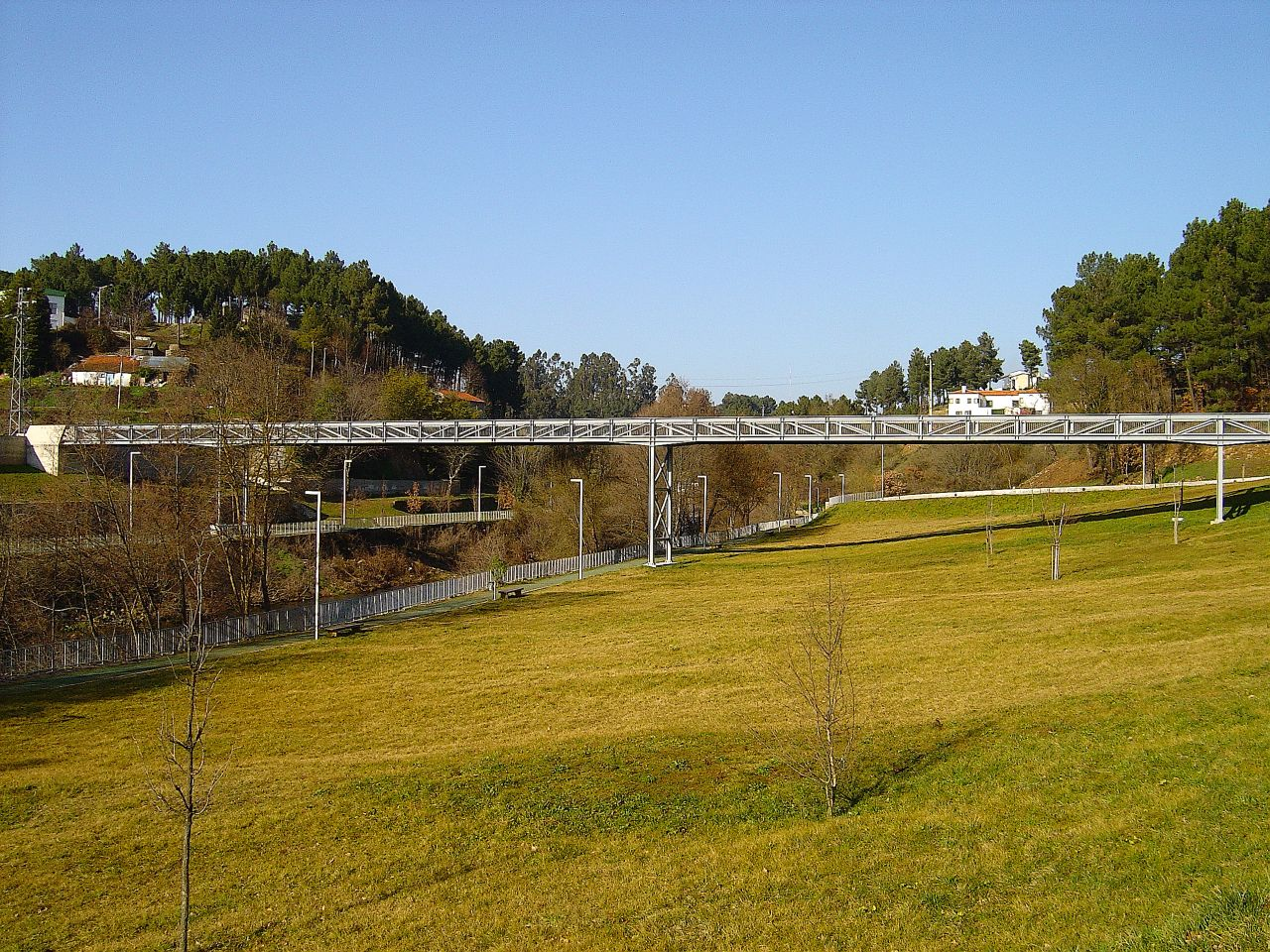
Relvado do Parque Corgo.
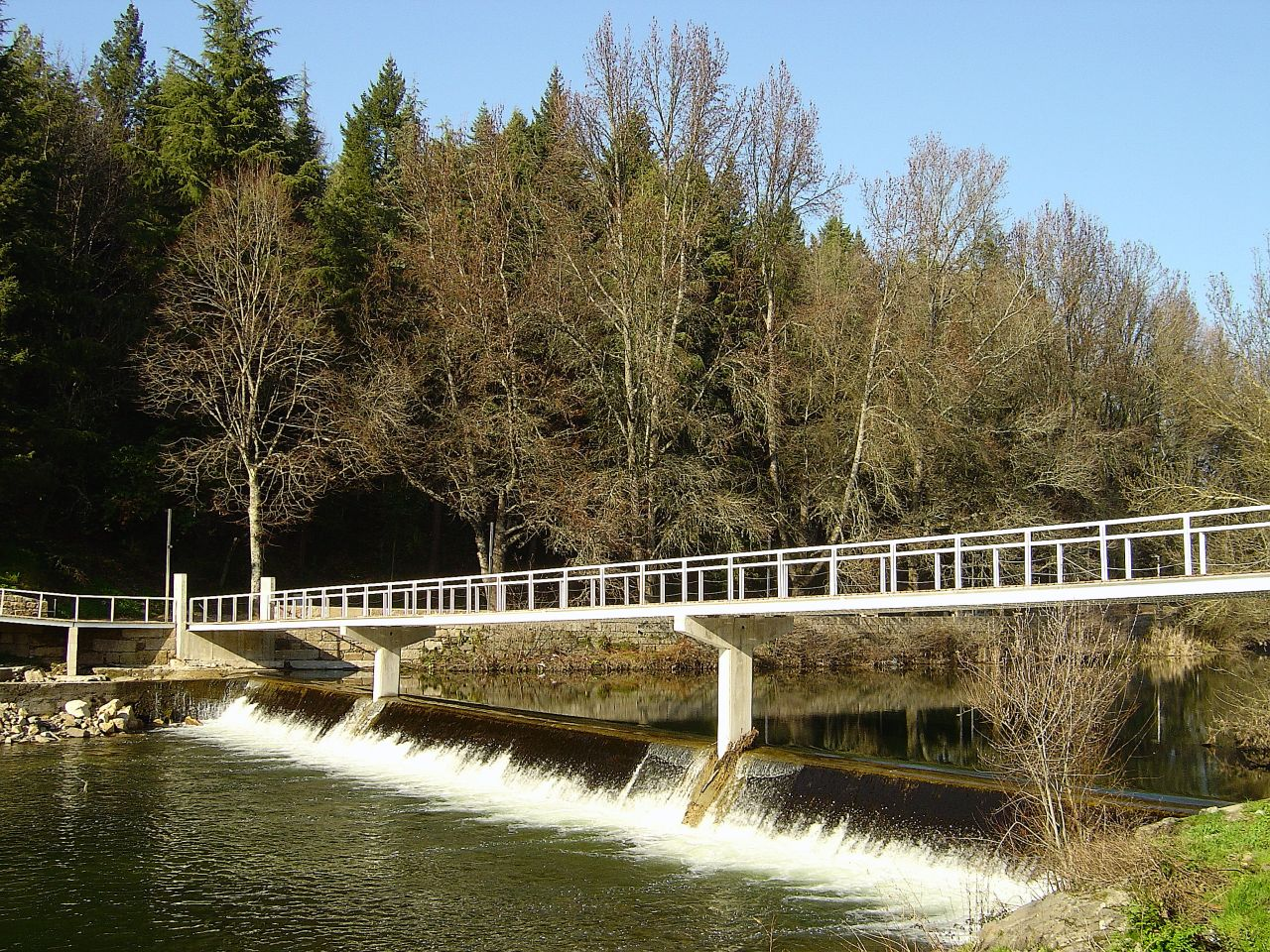
Ponte junto ao Rio das Lavadeiras.
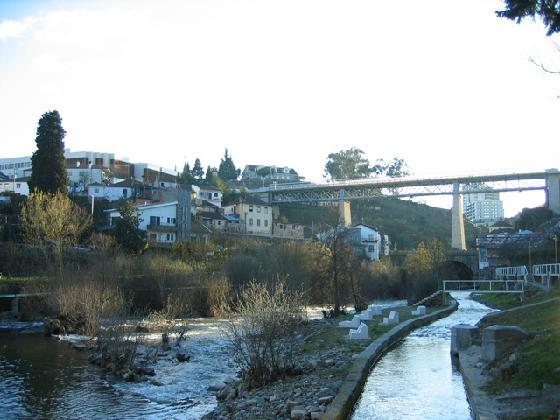
Término do Parque Corgo, junto à Ponte Metálica.
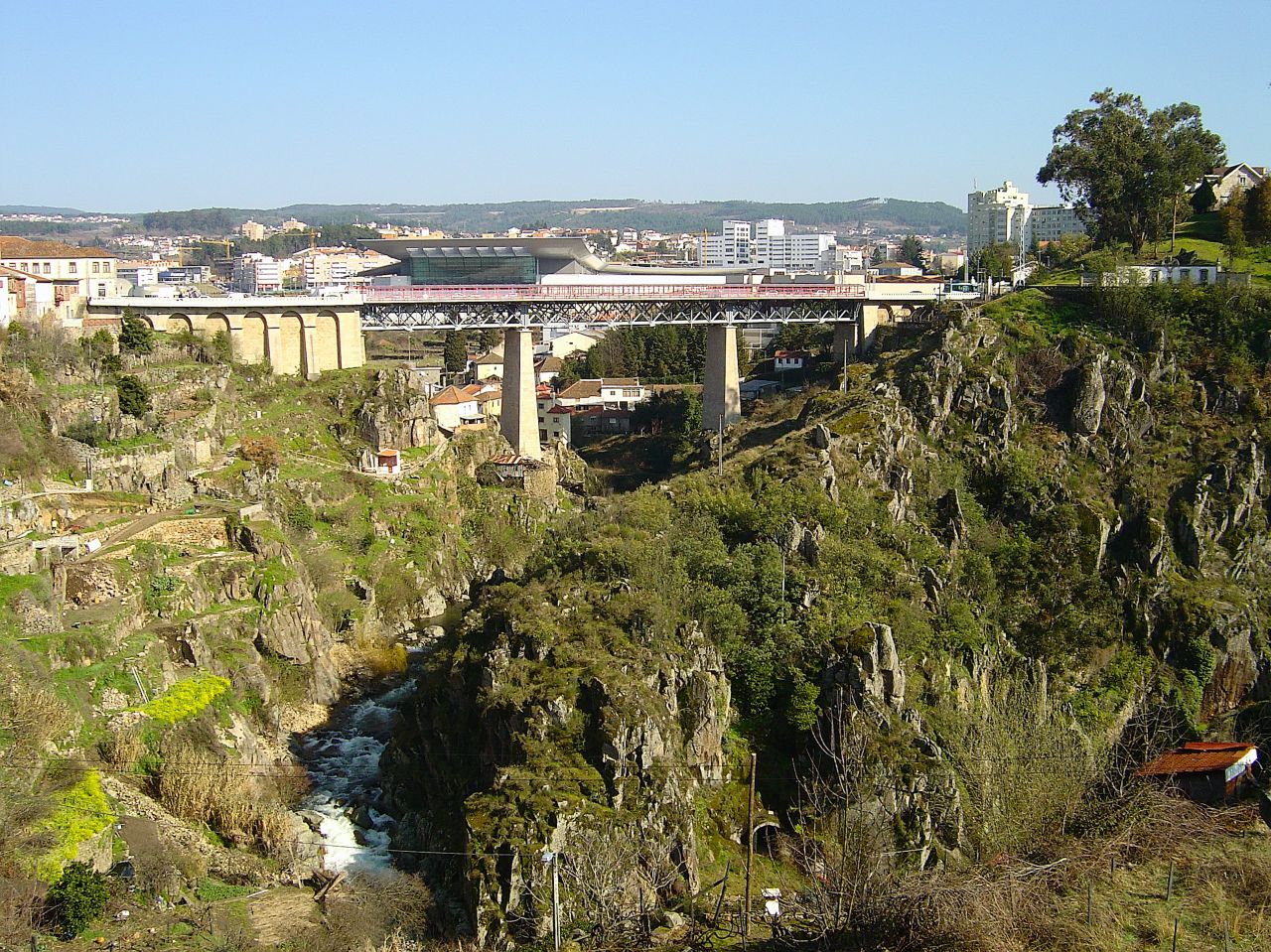
Escarpas do Corgo, local de expansão futura do Parque Corgo.
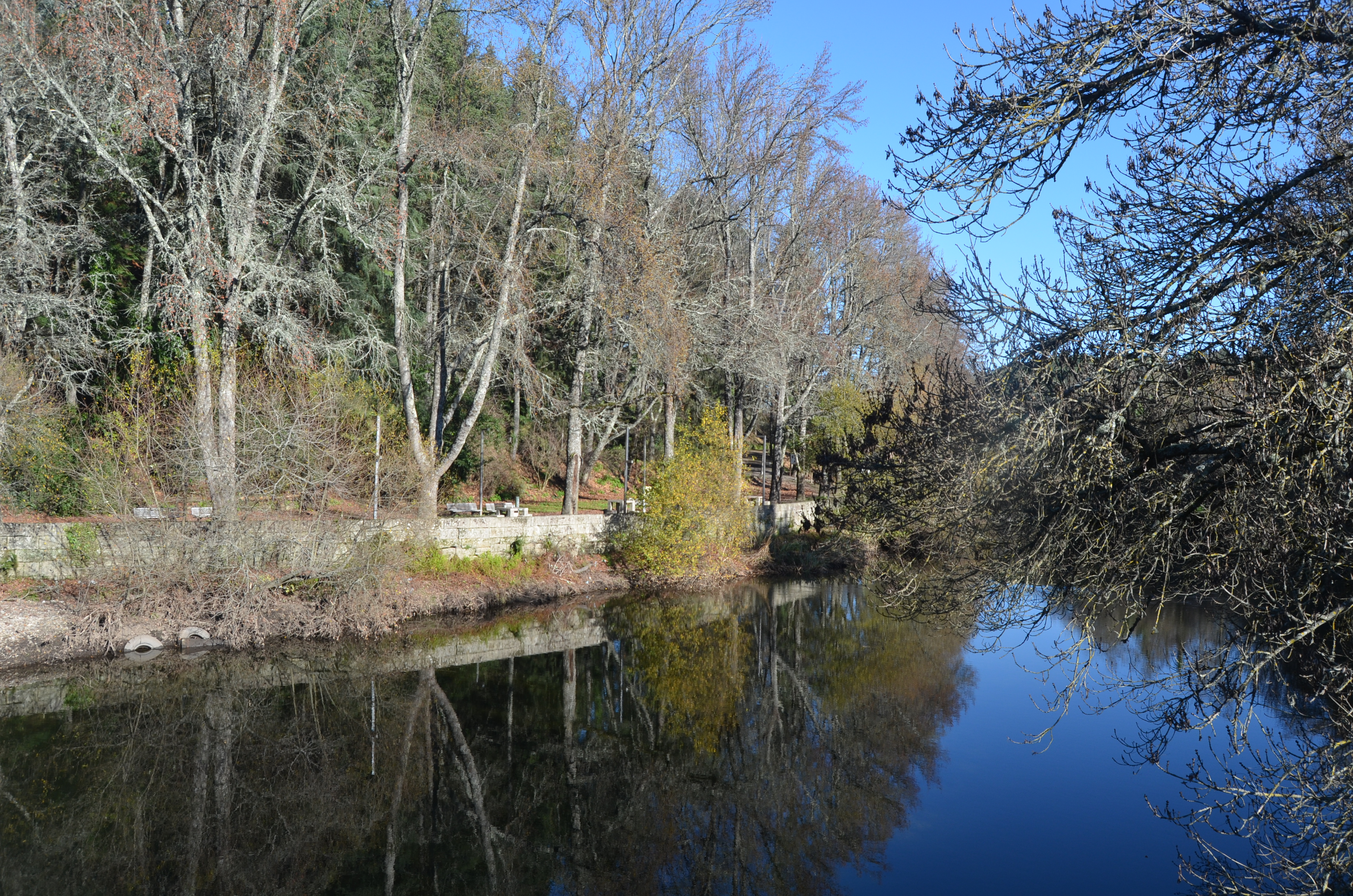
Entrada para o Parque Florestal.
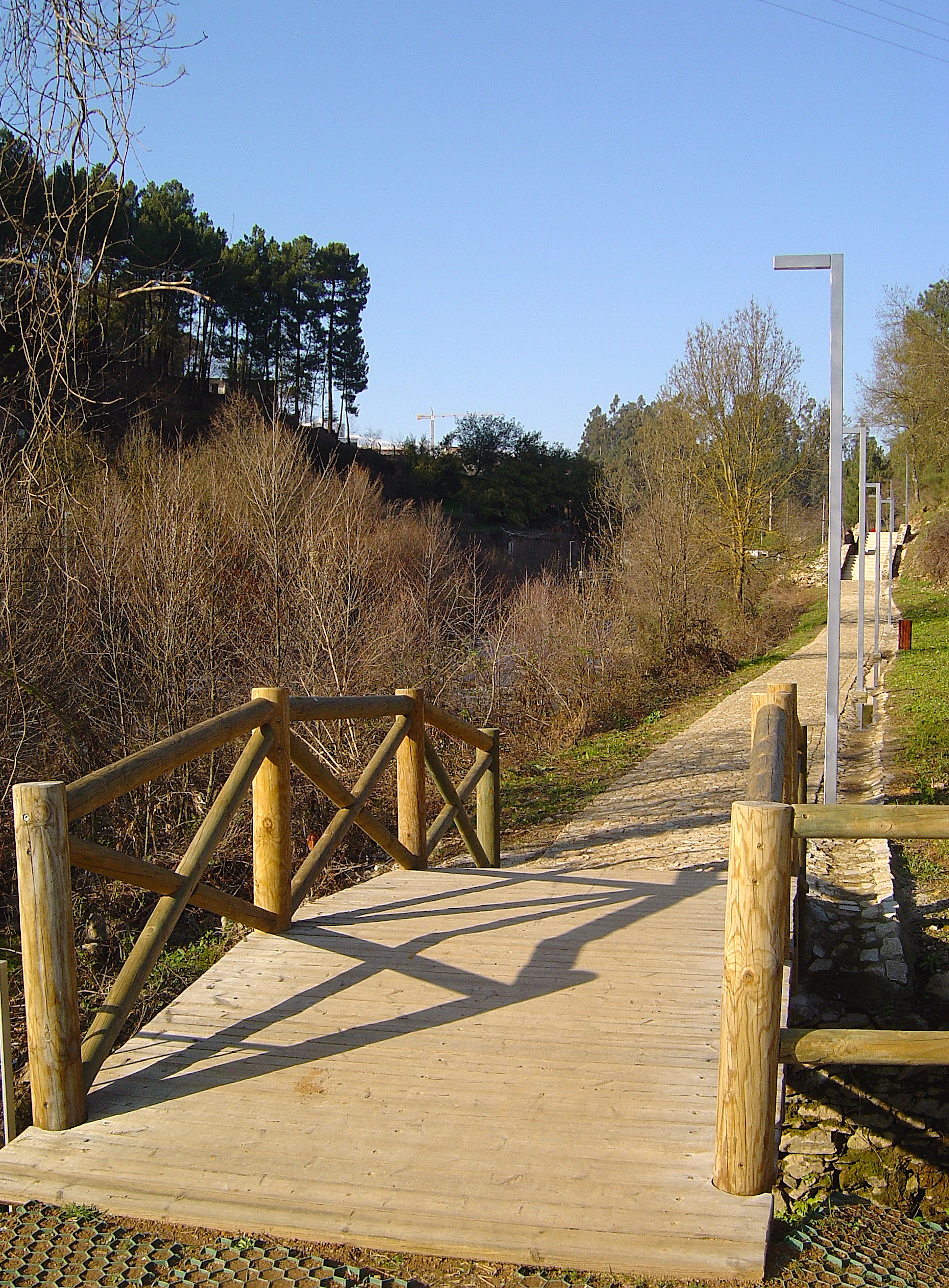
Percurso pedonal que acompanha o Rio Corgo.